# WD-Katalog
Der WD-Katalog (engl. White Dwarf catalogue) ist ein Sternkatalog von weißen Zwergen, der von der Fakultät für Astrophysik und Planetologie der Villanova University herausgegeben wird.

## Katalogisierte Sterne
In seiner ersten Ausgabe, welche 1987 erschienen ist, werden 1279 spektroskopisch identifizierte Weiße Zwerge aufgeführt. Stand 2019 befindet sich der Katalog in seiner siebten Auflage und enthält Einträge zu 14294 Objekten und 27975 Einzelbeobachtungen.

## Exoplaneten

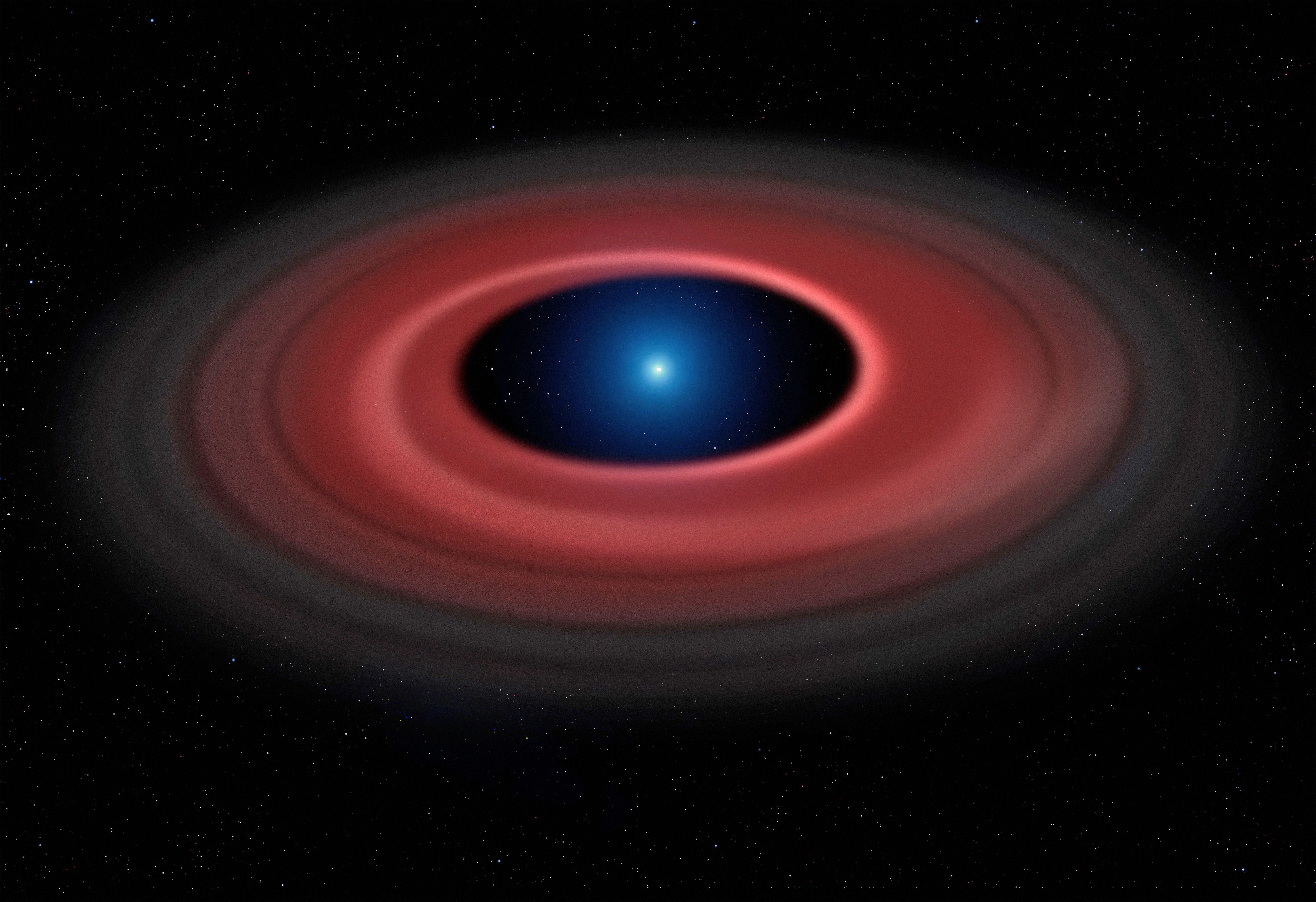
Der WD-Katalog katalogisiert weiße Zwerge.

Es gilt als sicher, dass es um weiße Zwerge Exoplaneten gibt. Der Planet WD 1145+017 b umkreist den weißen Zwerg WD 1145+017. Durch die Gravitation seines Sterns wird er zerrissen.